# Christian Conrad (Volkswirt)
Christian Conrad ist ein deutscher Volkswirt und Professor für Wirtschaftspolitik und Makroökonomie an der Hochschule für Technik und Wirtschaft des Saarlandes, wo er zugleich Leiter der Hochschulbibliothek ist.

## Werdegang
Conrad schloss 1992 sein Studium der Volkswirtschaftslehre an der Eberhard-Karls-Universität Tübingen tätig und war hier 1993 als wissenschaftlicher Assistent tätig. 1994 war er Forschungspraktikant bei der EU-Kommission in Brüssel sowie Visiting Researcher an der Georgetown University in Washington D.C., USA. Nach dem Abschluss der Promotion an der Eberhard-Karls Universität Tübingen war er anschließend als Senior Key Account Manager bei einer deutschen Großbank tätig und hier im nationalen und internationalen Unternehmenskundengeschäft eingesetzt. Während dieser Zeit war er als Dozent an der Hochschule Reutlingen tätig.
Seit 2010 ist er Professor für Volkswirtschaftslehre an der Hochschule für Technik und Wirtschaft (HTW) in Saarbrücken.

## Veröffentlichungen
- Europäische Stahlpolitik zwischen politischen Zielen und ökonomischen Zwängen. Baden-Baden 1997.
- Die Notwendigkeit, die Möglichkeiten und die Grenzen einer internationalen Wettbewerbsordnung – Reformansätze vor dem Hintergrund derzeitiger außenwirtschaftlicher Problemfelder und der Doha-Welthandelsrunde. Berlin 2005.
- Improving International Competition Order – an Institutional Approach, Palgrave Macmillan. London, New York 2005.
- Moral und Wirtschaftskrisen – Enron, Subprime & Co. Hamburg 2010.
- Morality and Economic Crisis – Enron, Subprime & Co. Hamburg 2010.
- Wirtschaftsethik, – eine Voraussetzung für Produktivität. Berlin, Wiesbaden 2016.
- Angewandte Makroökonomie, Berlin. Wiesbaden 2017.
- Wirtschaftspolitik, Berlin. Wiesbaden 2017.
- Business Ethics – A Philosophical and Behavioral Approach. Springer International 2018.